# 깔깔깔 희망버스
"깔깔깔 희망버스"(Jinsuk & Me)는 한국에서 제작된 이수정 감독의 2012년 다큐멘터리 영화이다. 김여진 등이 주연으로 출연하였다.

## 출연

### 주연
- 김여진
- 김진숙
- 박성미

## 기타
- 구성: 이수정